# Міська молодіжна премія імені Олександра Храпаченка (Рівне)
Міська молодіжна премія імені Олександра Храпаченка в галузі театрального мистецтва – найвища в Рівному відзнака в галузі театрального мистецтва. Присуджується молодим митцям за кращі здобутки, які сприяють розвитку театральної справи у місті, утверджують гуманістичні ідеали українського народу, збагачують національну культуру.

## Історія премії та порядок присудження
Заснована  у 2021 р. розпорядженням Рівненського міського голови №1274-р від 03.11.2021 р. "Про заснування міської молодіжної премії імені Олександра Храпаченка в галузі театрального мистецтва" з метою вшанування пам'яті Героя Небесної Сотні, Героя України, Почесного громадянина міста Рівного Олександра Храпаченка.  

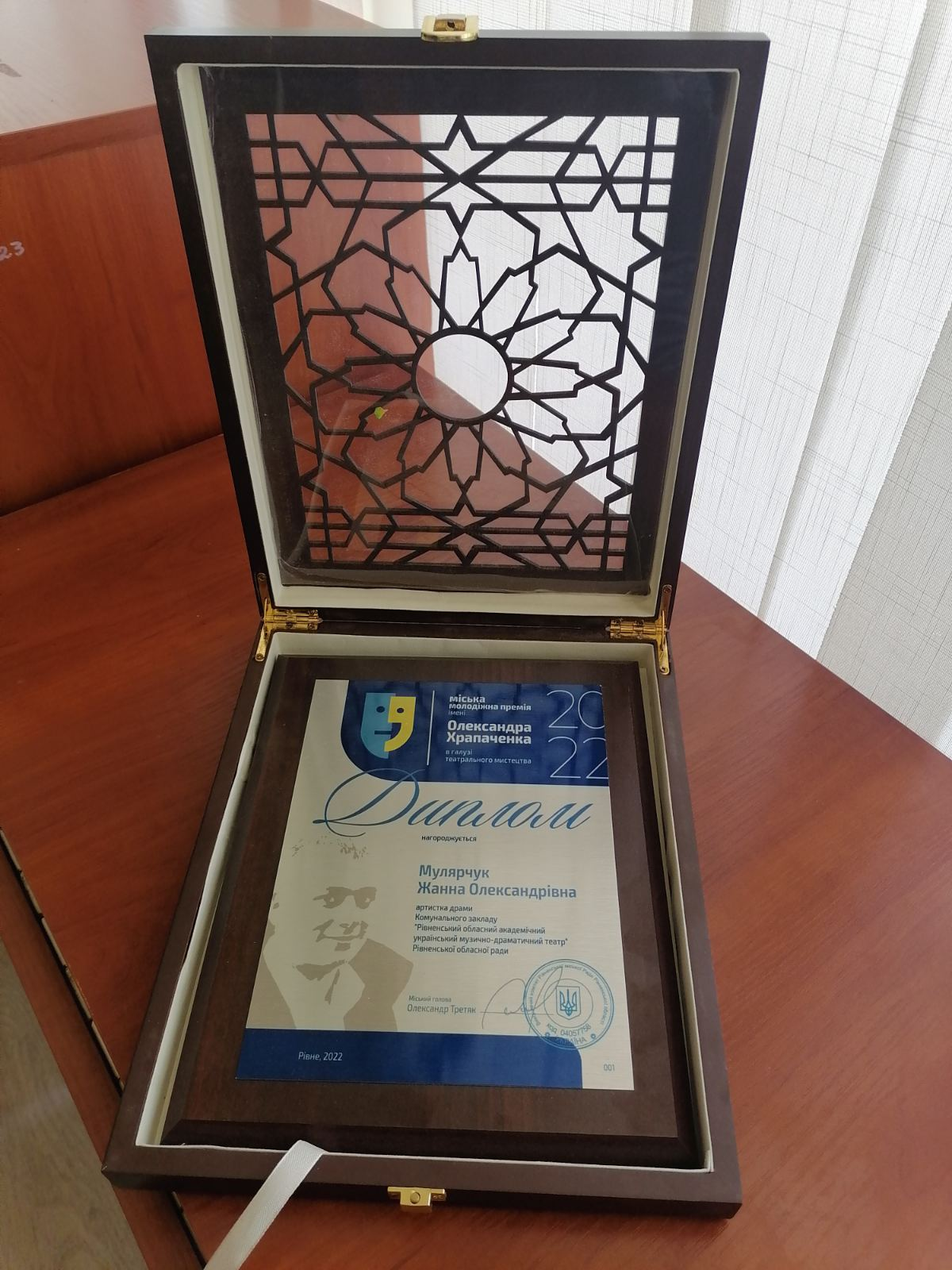
Диплом першого лауреата Міської молодіжної премії імені Олександра Храпаченка в галузі театрального мистецтва

Вручається у день народження О. Храпаченка 18 вересня починаючи з 2022 року. Лауреати отримують диплом, нагрудний знак та грошову винагороду. У 2022 р. розмір премії становив 35 тисяч гривень. 
Ініціатива створення театральної відзнаки імені О. Храпаченка належить його матері – Тетяні Храпаченко. ЇЇ провадила міська влада Рівного. Метою є підтримка та мотивація молодих митців Рівного.
Претендентами можуть стати театральні актори, режисери, постановники, театральні продюсери, драматурги, театральні журналісти, читці-декламатори, композитори-піснярі за кращі театральні доробки. Митці, які власною активногю громадянською позицією та засобами театрального мистецтва утверджують ідеали та цінності Революції Гідності. 
Першою лауреаткою Міської молодіжної премії імені Олександра Храпаченка 2022 р. стала акторка театру Жанна Мулярчук (Бичковська). 

## Лауреати
- 2022 – Мулярчук Жанна Олександрівна – артистка Рівненського обласного академічного українського музично-драматичного театру[4].

## Література

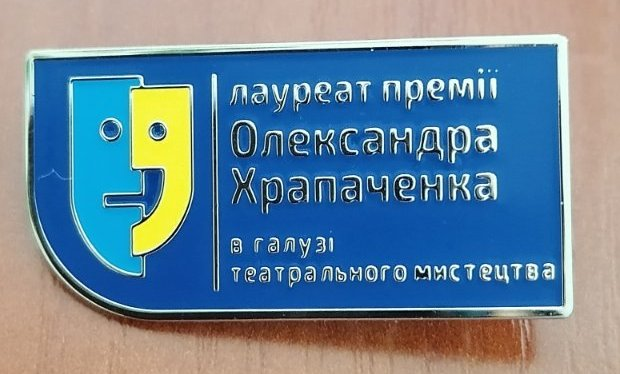
Нагрудний знак лауреата Міської молодіжної премії імені Олександра Храпаченка в галузі театрального мистецтва